# Kula Shaker
Kula Shaker es una banda británica de rock psicodélico cuyo apogeo fue durante la era Britpop. La banda se hizo conocida por su interés en la cultura india; numerosas canciones como Tattva y Govinda han sido escritas en sánscrito y tocadas con instrumentos tradicionales de la India como el sitar y la tambura, todo ello fusionado con guitarras rock. También son conocidos por su versión de la canción Hush de Joe South, que fue popularizada en los años 1960 por el grupo Deep Purple. Fue su líder Crispian Mills quien trajo las influencias tras visitar la India.
Después de haber publicado dos álbumes, se separaron en septiembre de 1999, pero se volvieron a unir oficialmente en 2004 para las sesiones que iban encaminadas a hacer directos y a volver a publicar álbumes. Su vuelta no fue públicamente anunciada hasta principios de 2006.

## Historia del grupo

### Formación (1988-1995)
El origen de Kula Shaker se remonta a 1988, cuando Crispian Mills y Alonza Bevan se conocieron en el Richmond Upon Thames College de Londres y empezaron a tocar juntos en un grupo inicialmente llamado Objects of Desire. En aquel entonces, Mills y Bevan trabajaban para un club nocturno de Richmond llamado The Mantra Shack, de forma que Objects of Desire tocaban con frecuencia en aquel lugar.
El grupo se disolvió a comienzos de 1993, después de lo cual Mills inició una peregrinación espiritual por la India. Esta experiencia marcó profundamente al guitarrista, despertando su interés por la cultura india y el Vaisnavismo gaudía. A su vuelta a Londres, Mills formó, junto a Bevan y al baterista de Objects of Desire, un grupo llamado The Kays. Su primera actuación en directo fue en el Festival de Glastonbury en 1993.
Después de dos años de gira y tras publicar dos EP con la compañía Gut Reaction Records, The Kays cambiaron su nombre a Kula Shaker, en referencia a uno de los doce Alvars (santos del sur de la India), el rey Kulashekhara. Además, el estilo musical del grupo, inspirado principalmente por los Beatles, pasó a adoptar la mística y la instrumentación india. De esta mezcla se forjó el particular rock psicodélico de Kula Shaker.

### Estallido de popularidad (1995-1999)
En 1995, Kula Shaker salieron ganadores, junto a Placebo, del concurso In the City, lo que desembocó en que el grupo firmara su primer contrato discográfico serio con Columbia Records. Sus primeros sencillos, Gratefull when you're dead y la regrabación de Tattva, entraron en el top 40 de singles británico. Más tarde, en 1996, se publicó el primer larga duración de Kula Shaker, K, uno de los discos más esperados del año en las islas británicas. Este álbum tuvo un gran éxito comercial, copando la lista de ventas de álbumes en su país. K contiene los dos mayores éxitos de Kula Shaker hasta la fecha: Hey dude (#2) y Hush (#2). Hush, originalmente compuesta por Joe South y popularizada por Deep Purple, gozó de un notable éxito en todo el mundo.
En 1997, algunos desafortunados comentarios de Crispian Mills a la prensa acerca de Hitler y la esvástica dañaron su imagen pública. Poco después, el guitarrista pidió disculpas por sus comentarios, justificando que adora la esvástica solamente como símbolo pacífico en la tradición india.
La siguiente publicación de la banda fue el sencillo Sound of drums en abril de 1998. Sin embargo, los planes de publicar un álbum ese año se vieron retrasados y sus fanes tuvieron que esperar hasta febrero de 1999 para oír nuevo material. El segundo larga duración de Kula Shaker, Peasants, pigs and astronauts, tuvo un peor recibimiento que su predecesor. Esto se debió probablemente a que ninguna de sus canciones se convirtieron en hits, destacando "Mystical machine gun" y "Shower your love".

### Separación y regreso (1999-actualidad)
Kula Shaker anunciaron su disolución en septiembre de 1999. Después de esto, sus miembros empezaron a trabajar en otros proyectos. Por un lado, Alonza Bevan se unió a Johnny Marr and the Healers y Jay Darlington comenzó a tocar con Oasis como músico para directo. Por el otro, Crispian Mills intentó iniciar una carrera en solitario. La discográfica rechazó su material, por lo que Mills negoció el fin de su contrato y formó el grupo The Jeevas. Con este grupo publicó dos álbumes y tuvo un éxito moderado en Japón y Gran Bretaña. Mientras tanto, Sony sacó a la venta un recopilatorio de Kula Shaker titulado Kollected - The best of Kula Shaker.
En 2004, Mills y Bevan se volvieron a reunir a raíz de la grabación de un álbum benéfico en la que participaron juntos. El regreso de Kula Shaker se hizo oficial en 2006 y llevó al regreso de la banda a los grandes festivales. Hasta la fecha, Kula Shaker publicaron otros dos álbumes de estudio a través de su propia discográfica, Psychedelic Rock: Strangefolk en 2007 y Pilgrims progress en 2010.
En 2016, Kula Shaker, publica el quinto álbum de estudio denominado K2.0, y empieza una gira de presentación por Europa.
Tras esto, Kula Shaker toman impulso de nuevo y han publicado dos LP: el doble "1st Congregational Church of Eternal Love (And Free Hugs) en 2022 y recientemente, "Natural Magick" en 2024.

## Discografía

### Álbumes
- K 1996
- Peasants, Pigs and Astronauts 1999
- Strangefolk  2007
- Pilgrim's Progress  2010
- K2.0  2016
- 1st congregational church of eternal love and free hugs  2022
- Natural Magick  2024

### EP
- Summer Sun EP 1997
- The Revenge of the King 2006
- Freedom Lovin' People 2007
- iTunes Festival London EP 2007

### Recopilatorios
- Kollected - The Best of 2002
- Tattva : The Very Best Of Kula Shaker 2007
- KULA SHAKER ‘K’ – 15TH anniversary edition 2011
- GOVINDA : The very best of Kula Shaker

### Singles
- "Tattva (Lucky 13 Mix)" 1996
- "Grateful When You're Dead" 1996
- "Tattva" 1996
- "Hey Dude" 1996
- "Govinda" 1996
- "Hush" 1997
- "Sound Of Drums" 1998
- "Mystical Machine Gun" 1999
- "Shower Your Love" 1999
- "Second Sight" 2007
- "Out on the Highway" 2007
- "Infinite Sun" 2016